# The First Law (film 1914 Universal)
The First Law è un cortometraggio muto del 1914. Il nome del regista non appare nei credit del film che è il quattordicesimo episodio del serial The Trey o' Hearts, diretto da Wilfred Lucas e Henry MacRae.

## Produzione
Il film fu prodotto dall'Universal Film Manufacturing Company

## Distribuzione
Distribuito dall'Universal Film Manufacturing Company, il film uscì nelle sale cinematografiche USA il 3 novembre 1914.